# Three Dog Night
Three Dog Night est un groupe rock américain formé en 1968 à Los Angeles, avec les 3 chanteurs Danny Hutton, Cory Wells et Chuck Negron et 4 musiciens Jimmy Greenspoon aux claviers, Michael Allsup à la guitare, Joe Schermie à la basse et Floyd Sneed à la batterie. Ils ont eu trois singles no 1 dans leur pays d'origine au début des années 1970 : Mama Told Me (Not to Come) (en), Joy to the World de Hoyt Axton et Black and White (en) . La plupart de leurs chansons sont des reprises ou des titres écrits par des compositeurs extérieurs au groupe : ils ont repris Randy Newman You Can Leave Your Hat On, Bet No One Ever Hurt This Bad, Cowboy et Mama Told Me (Not to Come), Harry Nilsson One, Laura Nyro Eli's Coming ou encore Elton John et Bernie Taupin Lady Samantha, Your Song ou encore cette chanson écrite et composée par Paul Williams, An Old Fashioned Love Song. Toutefois il leur arrivait parfois de glisser une de leur propre chanson sur un album, telle que Dreaming Isn't Good for You de Danny Hutton, Rock and Roll Widow et Jam créditées au groupe, Fire Eater des 4 musiciens qui les accompagnaient, etc.

## Origine du nom
Le commentaire officiel inclus dans le CD Celebrate: The Three Dog Night Story, 1965–1975 précise que la petite amie du chanteur Danny Hutton, l'actrice June Fairchild, a suggéré ce nom après avoir lu un article dans un magazine sur les aborigènes d'Australie. Dans cet article il était expliqué que lors des nuits froides, ils dormaient habituellement dans un trou dans le sol tout en serrant contre eux un dingo, un chien sauvage d’Australie. Les nuits plus froides, ils dormaient avec deux chiens et, si la nuit était glaciale, c'était une "nuit à trois chiens", une Three Dog Night.

## Histoire

### Les débuts
Les trois chanteurs, Danny Hutton (qui a débuté avec Hanna-Barbera Records en 1964), Chuck Negron et Cory Wells (qui a signé un contrat d’enregistrement avec Dunhill Records) se sont réunis pour la première fois en 1967 et ont fait quelques enregistrements avec Brian Wilson des Beach Boys, pendant que ces derniers travaillaient sur l'album Wild Honey. Ils portent alors le nom de Redwood.
Peu de temps après ils abandonnent ce nom au profit de Three Dog Night en 1968. Les chanteurs embauchent alors un groupe de musiciens - Ron Morgan à la guitare (qui quitte le groupe très tôt et rejoindra plus tard le groupe Electric Prunes), Floyd Sneed à la batterie, Joe Schermie du Cory Wells Blues Band à la basse et Jimmy Greenspoon aux claviers. Ron Morgan est remplacé par Michael Allsup à la guitare.

### "One" le premier album
Three Dog Night sort son premier album « Three Dog Night » en octobre 1968. Si les premiers singles sont "Nobody" et "Try A Little Tenderness", c'est le titre "One" (qui n'apparaît pas sur les premières versions) qui va permettre au groupe de remporter son premier vrai succès. Initialement prévu sur l'opus suivant (Suitable for Framing) le label Dunhill Records fait le choix de sortir le single plus tôt à la demande de Chuck Negron qui est le chanteur principal sur ce morceau. Présent sur les rééditions de l'album et présenté comme le troisième single en avril 1969, le titre rentre dans le TOP 5 des singles aux USA. Le titre "One" a été ajouté sous le nom du groupe sur la couverture de l'album pour capitaliser sur la popularité de la chanson.
L'album de son côté s'est classé dans le Top 20 des palmarès aux États-Unis et au Canada.

### 1970 - 1976

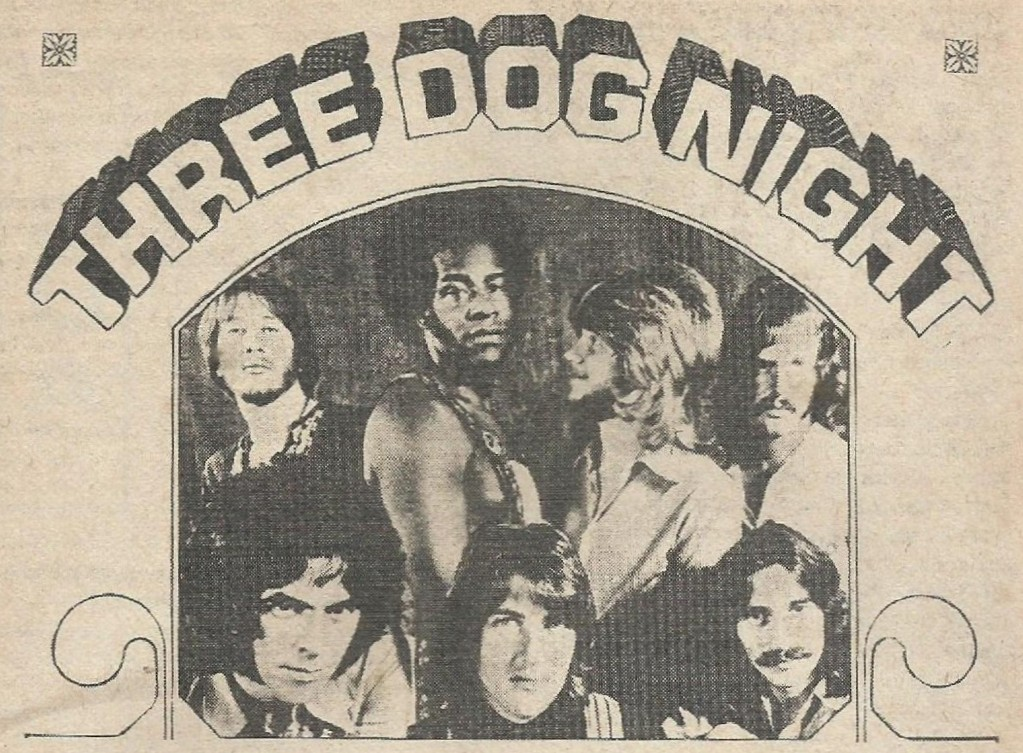
Three Dog Night en 1972.

Entre 1970 et 1972 le groupe fait paraître 4 albums et un EP.
- 1970 : It Ain't Easy
- 1970 : Naturally
- 1971 : Harmony
- 1971 : In Action - Three Dog Night - EP
- 1972 : Seven Separate Fools

Le disque It Ain't Easy culmine dans les charts américains à la 8e place et à la 5e place au Canada. Les autres se placeront tous dans le Top 20 les années suivantes.
A la fin de l'année 1972 Joe Schermie quitte la formation.  Il est remplacé par Jack Ryland en 1973, puis le groupe ajoute un autre claviériste, Skip Konte (ex- Blues Image ), à la fin de 1973, après la parution de l'album Cyan. C'est également cette année là que sort le premier double-album live de la formation Around the World with Three Dog Night.
Toujours en 1973, Three Dog Night intente un procès de 6 millions de dollars contre son ancien agent de réservation, American Talent International (ATI) pour avoir continué à annoncer dans les médias que le groupe était toujours avec leur agence alors qu'en réalité, ils avaient signé avec la William Morris Agency en octobre 1972. D’autres préjudices ont été réclamés du fait qu’ATI a pris des arrhes pour la réservation de Three Dog Night, qu’ils ne représentaient plus.
1973 c'est aussi l'année où Danny Hutton tombe régulièrement malade et développe la jaunisse après avoir consommé de la drogue de façon incessante et incontrôlée. Le groupe est d'ailleurs contraint d'embaucher une infirmière pour administrer des injections de vitamine B12 à Danny et prendre soin de lui afin que le groupe puisse continuer à faire de la tournée. Sur les prochains albums Danny ne se serait présenté que pour enregistrer une chanson avant de disparaître. Cela explique pourquoi, sur tous les albums entre 1973 et 1975, Danny ne chante que les voix principales sur un seul morceau uniquement. Cory Wells en ayant eu assez de son absence fréquente pousse le groupe à se séparer de Danny et finalement ce dernier est renvoyé à la fin de 1975. Il est remplacé par Jay Gruska.
À la fin de 1974, Allsup et Sneed quittent Three Dog Night pour former un nouveau groupe, SS Fools, avec Schermie et Bobby Kimball de Toto. Le nouveau guitariste James "Smitty" Smith et le batteur Mickey McMeel sont recrutés, mais en 1975, Smith est remplacé par Al Ciner de Rufus and the American Breed et Ryland par le bassiste de Rufus, Dennis Belfield.
Cela n'empêche pas de le groupe de continuer à produire des albums avec en 1974 Hard Labor, puis en 1975 Coming Down Your Way qui compte le dernier hit du groupe classé au Billboard Hot 100 (le titre "Til The World Ends") et American Pastime en 1976.

### 1981-1990
Après plusieurs années de pause à la suite de la perte de succès sur les derniers albums, Three Dog Night se réunit en 1981. Les membres sortent le disque inspiré par le ska, It's a Jungle, en 1983 sur le petit label Passport Records. Cette réunion rassemble tous les membres originaux, à l'exception de Joe Schermie.
Pour les dates de tournées et de concerts qui suivent des changements s'opèrent cependant. La formation révisée comprend notamment Rick Serratte, Steve Ezzo, le bassiste Scott Manzo et le batteur Mike Keeley.Malheureusement les tournées de printemps et d’été de la même année sont reportées après que Negron et Jimmy Greenspoon soient tous deux forcés de s’inscrire en désintox avant de revenir en 1985 au sein de Three Dog Night. Mais en décembre 1985, après avoir de nouveau consommé de la drogue, Negron est évincé définitivement.
En 1986, leur chanson "In My Heart" est utilisée dans Robotech: The Movie .
En 1993, Three Dog Night joue dans l' émission Spotlight on Country de The Family Channel.

### 2000-2012
En mai 2002, Three Dog Night with the London Symphony Orchestra sort. L'album a été enregistré à Los Angeles et à Londres aux studios Abbey Road. L'album comprend deux nouvelles chansons: "Overground" et "Sault Ste. Marie". Cette année là, le 26 mars 2002, le bassiste original de la formation Joe Schermie décède.
En octobre 2004, Three Dog Night publie la compilation 35th Anniversary Hits Collection, album qui comprend des versions live de "Eli's Coming", "Brickyard Blues", "Try a Little Tenderness" et "Family of Man"..
En août 2008, Three Dog Night, Greatest Hits Live, paraît. Il s'agit d'une compilation d'enregistrements live inédits de 1972 et 1973 provenant de concerts donnés à Francfort (Allemagne) et à Edmonton (Angleterre).
Le 24 octobre 2009, Three Dog Night publie trois nouvelles chansons - "Heart of Blues" et "Prayer of the Children", ainsi que "Two Lights In The Nighttime".
En 2017 Chuck Negron sort un album solo (Negron Generations) et il y dévoile 3 titres inédits de Three Dog Night : "This is your Captain Calling", "Save Our Ship" et "The Letter". Les morceaux inédits ont été enregistrés par le groupe au milieu des années 1970 avant leur première séparation en 1976. "The Letter", "Save Our Ship" et "This Is Your Captain Calling" présentent les chanteurs originaux de Three Dog Night: Cory Wells, Danny Hutton et Chuck Negron.
Selon des rumeurs un nouvel album studio, le premier du groupe depuis la séparation de 1976, serait en préparation avec le producteur Richie Podolor. Mais rien n'a été annoncé par le groupe à ce sujet. Excepté les 5 nouvelles chansons présentes sur It's a Jungle en 1983 et les deux nouvelles sur 35th Anniversary Hits Collection, Three Dog Night n'a pas enregistré d'album complet depuis 1976 avec American Pastime.
En 2019 Three Dog Night est composé de Danny Hutton (fondateur / chanteur principal), Michael Allsup (guitare), Paul Kingery (basse / chant), Pat Bautz (batterie), Howard Laravea (clavier) et David Morgan (chant).

### Carrière globale et postérité
Au cours de leur carrière, Three Dog Night ont publié une douzaine d'albums studio (avec 7 disques d'Or et 1 disque Platine), quatre albums live (dont 2 disques d'Or), sept compilations (3 Or et 1 Platine) et 26 singles (dont 7 classés Or).Leurs chansons sont devenues des incontournables de la culture pop moderne, apparaissant sur les bandes sonores de nombreux films comme Forrest Gump ou Boogie Nights et les séries telles que Lost et Family Guy. Dana Scully chante Jeremia was a bullfrogg dans le 4ème épisode de la saison 5 de X-FILES, devant un feu de camp.

## Discographie

### Albums
- Albums studio :
- 1968 : Three Dog Night
- 1969 : Suitable for Framing
- 1970 : It Ain't Easy
- 1970 : Naturally
- 1971 : Harmony
- 1971 : In Action - Three Dog Night - Mini album de 5 chansons
- 1972 : Seven Separate Fools
- 1973 : Cyan
- 1974 : Hard Labor
- 1975 : Coming Down Your Way
- 1976 : American Pastime
- 1983 : It's a Jungle

- Albums live : 
- 1969 : Captured Live at the Forum
- 1973 : Around the World with Three Dog Night
- 1988 : Three Dog Night: Live
- 2002 : Live with the London Symphony Orchestra
- 2007 : Super Hits Live
- 2008 ; Three Dog Night: Greatest Hits Live

- Compilations : 
- 1971 : Golden Bisquits
- 1974 : Joy to the World: Their Greatest Hits
- 1982 : The Best of 3 Dog Night
- 1993 : Celebrate: The Three Dog Night Story, 1965–1975
- 1999 : 20th Century Masters – The Millennium Collection: The Best of Three Dog Night
- 2004 : The Complete Hit Singles
- 2004 : 35th Anniversary Hits Collection
- 2010 : Icon

- DVD :
- 1997 : Three Dog Night
- 2002 : Live In Concert

### Singles dans le Top 10 américain
- 1969 : One (5e)
- 1969 : Easy to Be Hard (en) (4e)
- 1969 : Eli's Coming (10e)
- 1970 : Mama Told Me (Not to Come) (1er)
- 1971 : Joy to the World (1er)
- 1971 : Liar (7e)
- 1971 : An Old Fashioned Love Song (4e)
- 1971 : Never Been to Spain (5e)
- 1972 : Black and White (en) (1er)
- 1973 : Shambala (3e)
- 1974 : The Show Must Go On (4e)